# Кулагін Олександр Вікторович
Кулагін Олександр Вікторович (29 червня 1954) — російський академічний веслувальник.
Срібний призер Олімпійських Ігор 1980 року в складі розпашної четвірки без стернового.
Чемпіон світу 1977 (розпашні двійки без стернового), 1981 (розпашні четвірки без стернового) років, срібний призер 1982, 1983 років у складі розпашної четвірки без стернового.